# Fazil Iskander
Fazil Abdułowicz Iskander (ros. Фазиль Абдулович Искандер; ur. 6 marca 1929 w Suchumi, zm. 31 lipca 2016 w Moskwie) – pisarz abchaski, tworzący w języku rosyjskim. Mieszkał i tworzył w Moskwie.

## Życiorys
W 1954 roku ukończył studia w Instytucie Literackim im. Gorkiego w Moskwie. Po studiach pracował jako dziennikarz, w 1959 został redaktorem w abchaskiej redakcji Goslitizdatu. Zadebiutował w 1957 roku tomem poezji lirycznej Ścieżki górskie. Opublikował kilka zbiorów poetyckich i tomów prozy, które dobrze zostały przyjęte przez krytyków literackich, zdobywając sobie także dużą popularność wśród czytelników. Dużą popularnością cieszyły się zwłaszcza jego utwory dla dzieci i młodzieży.
W jego twórczości przeplatają się ze sobą motywy zaczerpnięte z literatur europejskich z wątkami żywymi w folklorze Abchazji, a także ze wspomnieniami z okresu dzieciństwa. Bohaterowie jego utworów to ludzie prości, bezpośredni, przede wszystkim chłopi, pasterze, rzemieślnicy – charakteryzujący się jednak własną mądrością, sprytni i potrafiący sobie poradzić w każdej sytuacji, a przy tym szlachetni, pracowici i weseli. Osobliwym dziełem w dorobku Iskandera jest wydane w 1979 opowiadanie Malutki gigant wielkiego seksu, będące zjadliwą satyrą na obyczajowość lat siedemdziesiątych XX wieku.
W przekładzie na język polski ukazał się szereg dzieł Iskandera, m.in. powieści:
- Zakazany owoc, przekład M. Dejanis, Warszawa 1969
- Sandro z Czegemu, przekład M. Dejanis, Warszawa 1969 (II wyd. 1976)
- Półkozic, przekład J. Pomianowski, Warszawa 1971
- Drzewo dzieciństwa, przekład H. Broniatowska, Warszawa 1975
- Uczty Baltazara, przekład Katarzyna Rawska - Górecka, Wrocław - Wojnowice 2020

Przyjaciel Bułata Okudżawy. Pochowany na Cmentarzu Nowodziewiczym w Moskwie.

## Nagrody i odznaczenia
- Order „Za zasługi dla Ojczyzny” (II klasy, 2004)
- Order „Za zasługi dla Ojczyzny” (III klasy, 1999)
- Order „Za zasługi dla Ojczyzny” (IV klasy, 2009)
- Nagroda Państwowa ZSRR (za Sandro z Czengemu, 1989)
- Nagroda Rządu Federacji Rosyjskiej (za Izbrannyje proizwiedienija, 2011)
- Nagroda Państwowa Federacji Rosyjskiej (1994)
- Nagroda Puszkina (1993)
- Nagroda Triumf (1999)
- Order Honoru i Chwały (I klasy, 2002)